# Olivia Gadecki
Olivia Gadecki (ur. 24 kwietnia 2002 w Gold Coast) – australijska tenisistka polskiego pochodzenia.

## Kariera tenisowa
W karierze wygrała trzy singlowe i jedenaście deblowych turniejów rangi ITF.
W 2016 roku zwyciężyła w turnieju gry pojedynczej na mistrzostwach Australii do lat 14. W 2017 roku wchodziła w skład juniorskiej drużyny rywalizującej w rozgrywkach Pucharu Federacji. Była również finalistką mistrzostw Australii do lat 16 w 2018 roku.
W 2021 roku zadebiutowała w turnieju głównym zawodów wielkoszlemowych, osiągając drugą rundę gry podwójnej podczas Australian Open. Następnie po raz pierwszy zwyciężyła w meczu singlowym w zawodach cyklu WTA Tour – w Melbourne doszła ostatecznie do trzeciej rundy, wygrywając m.in. w drugim spotkaniu z najwyżej rozstawioną Sofią Kenin, mistrzynią Australian Open 2020.

## Historia występów wielkoszlemowych
Legenda
     W, wygrany turniej
     F, przegrana w finale
     SF, przegrana w półfinale
     QF, przegrana w ćwierćfinale
     xR, przegrana w x rundzie
     A, brak startu
     NH, turniej nie odbył się

### Występy w grze pojedynczej
| Australian Open        | A | A | A | A | A  | Q2  | A   | 2R  | 1R | 1R | 0 / 3 | 1 – 3 |  |  |  |  |  |  |  |  |  |  |  |  |  |  |  |
| French Open            | A | A | A | A | A  | Q1  | Q1  | Q2  | Q3 | 1R | 0 / 1 | 0 – 1 |  |  |  |  |  |  |  |  |  |  |  |  |  |  |  |
| Wimbledon              | A | A | A | A | NH | A   | Q1  | Q3  | 1R | 1R | 0 / 2 | 0 – 2 |  |  |  |  |  |  |  |  |  |  |  |  |  |  |  |
| US Open                | A | A | A | A | A  | A   | A   | 1R  | Q2 |    | 0 / 1 | 0 – 1 |  |  |  |  |  |  |  |  |  |  |  |  |  |  |  |
|                        |   |   |   |   |    |     |     |     |    |    |       |       |  |  |  |  |  |  |  |  |  |  |  |  |  |  |  |
| Ranking na koniec roku | – | – | – | – | –  | 230 | 201 | 132 | 90 |    | 0 / 7 | 1 – 7 |  |  |  |  |  |  |  |  |  |  |  |  |  |  |  |

### Występy w grze podwójnej
| Australian Open        | A | A | A | A | A  | 2R  | A   | 2R | 2R  | 3R | 0 / 4 | 5 – 4  |  |  |  |  |  |  |  |  |  |  |  |  |  |  |  |
| French Open            | A | A | A | A | A  | A   | 1R  | A  | A   | 1R | 0 / 2 | 0 – 2  |  |  |  |  |  |  |  |  |  |  |  |  |  |  |  |
| Wimbledon              | A | A | A | A | NH | A   | A   | A  | 2R  | SF | 0 / 2 | 5 – 2  |  |  |  |  |  |  |  |  |  |  |  |  |  |  |  |
| US Open                | A | A | A | A | A  | A   | A   | A  | 1R  |    | 0 / 1 | 0 – 1  |  |  |  |  |  |  |  |  |  |  |  |  |  |  |  |
|                        |   |   |   |   |    |     |     |    |     |    |       |        |  |  |  |  |  |  |  |  |  |  |  |  |  |  |  |
| Ranking na koniec roku | – | – | – | – | –  | 178 | 730 | 96 | 102 |    | 0 / 9 | 10 – 9 |  |  |  |  |  |  |  |  |  |  |  |  |  |  |  |

### Występy w grze mieszanej
| Australian Open | A | A | A | A | A  | A | A | SF | SF | W | 1 / 3 | 11– 2  |  |  |  |  |  |  |  |  |  |  |  |  |  |  |  |
| French Open     | A | A | A | A | NH | A | A | A  | A  | A | 0 / 0 | 0 – 0  |  |  |  |  |  |  |  |  |  |  |  |  |  |  |  |
| Wimbledon       | A | A | A | A | NH | A | A | A  | A  | A | 0 / 0 | 0 – 0  |  |  |  |  |  |  |  |  |  |  |  |  |  |  |  |
| US Open         | A | A | A | A | NH | A | A | A  | A  |   | 0 / 0 | 0 – 0  |  |  |  |  |  |  |  |  |  |  |  |  |  |  |  |
|                 |   |   |   |   |    |   |   |    |    |   |       |        |  |  |  |  |  |  |  |  |  |  |  |  |  |  |  |
|                 |   |   |   |   |    |   |   |    |    |   | 1 / 3 | 11 – 2 |  |  |  |  |  |  |  |  |  |  |  |  |  |  |  |

## Finały turniejów WTA
| Legenda                   | Legenda |
| ------------------------- | ------- |
| Wielki Szlem              |         |
| Igrzyska olimpijskie      |         |
| WTA Tour Championships    |         |
| od 2021                   |         |
| WTA 1000 (obowiązkowe)    |         |
| WTA 1000 (nieobowiązkowe) |         |
| WTA 500                   |         |
| WTA 250                   |         |
| WTA 125                   |         |

### Gra pojedyncza 1 (0–1)
| Końcowy wynik | Nr | Data             | Turniej     | Nawierzchnia | Przeciwniczka   | Wynik finału |
| ------------- | -- | ---------------- | ----------- | ------------ | --------------- | ------------ |
| Finalistka    | 1. | 15 września 2024 | Guadalajara | Twarda       | Magdalena Fręch | 6:7(5) 4:6   |

### Gra podwójna 1 (1–0)
| Końcowy wynik | Nr | Data         | Turniej | Nawierzchnia | Partnerka       | Przeciwniczki                  | Wynik finału |
| ------------- | -- | ------------ | ------- | ------------ | --------------- | ------------------------------ | ------------ |
| Zwyciężczyni  | 1. | 3 marca 2024 | Austin  | Twarda       | Olivia Nicholls | Katarzyna Kawa Bibiane Schoofs | 6:2, 6:4     |

### Gra mieszana 1 (1–0)
| Końcowy wynik | Nr | Data             | Turniej         | Nawierzchnia | Partner    | Przeciwnicy                         | Wynik finału   |
| ------------- | -- | ---------------- | --------------- | ------------ | ---------- | ----------------------------------- | -------------- |
| Zwyciężczyni  | 2. | 24 stycznia 2025 | Australian Open | Twarda       | John Peers | Kimberly Birrell John-Patrick Smith | 3:6, 6:4, 10–6 |

## Finały turniejów WTA 125

### Gra podwójna 2 (2–0)
| Końcowy wynik | Nr | Data             | Turniej    | Nawierzchnia | Partnerka       | Przeciwniczki                 | Wynik finału         |
| ------------- | -- | ---------------- | ---------- | ------------ | --------------- | ----------------------------- | -------------------- |
| Zwyciężczyni  | 1. | 19 sierpnia 2023 | Stanford   | Twarda       | Jodie Burrage   | Hailey Baptiste Claire Liu    | 7:6(4), 6:7(6), 10–8 |
| Zwyciężczyni  | 2. | 16 marca 2024    | Charleston | Twarda       | Olivia Nicholls | Sara Errani Tereza Mihalíková | 6:2, 6:1             |

## Finały turniejów ITF
| turnieje z pulą nagród 100 000 $ (W100) |
| turnieje z pulą nagród 80 000 $ (W80)   |
| turnieje z pulą nagród 60 000 $ (W75)   |
| turnieje z pulą nagród 40 000 $ (W50)   |
| turnieje z pulą nagród 25 000 $ (W35)   |
| turnieje z pulą nagród 15 000 $ (W15)   |
| turnieje z pulą nagród 10 000 $         |

### Gra pojedyncza 14 (3–11)
| Rezultat     |     | Data       | Turniej         | ($)     | Naw.    | Przeciwniczka     | Wynik               |
| Finalistka   | 1.  | 11/04/2021 | Szarm el-Szejk  | 15 000  | Twarda  | Lee Ya-hsuan      | 3:6, 3:6            |
| Zwyciężczyni | 1.  | 02/05/2021 | Antalya         | 15 000  | Ceglana | Julija Awdiejewa  | 6:3, 6:2            |
| Finalistka   | 2.  | 13/06/2021 | Madryt          | 25 000  | Twarda  | Robin Anderson    | 3:6, 7:6(3), 6:7(8) |
| Zwyciężczyni | 2.  | 29/08/2021 | Vigo            | 25 000  | Twarda  | Yuriko Miyazaki   | 6:2, 6:4            |
| Finalistka   | 3.  | 06/03/2022 | Bendigo         | 25 000  | Twarda  | Asia Muhammad     | 2:6, 4:6            |
| Finalistka   | 4.  | 13/03/2022 | Bendigo         | 25 000  | twarda  | Jaimee Fourlis    | 3:6, krecz          |
| Finalistka   | 5.  | 27/03/2022 | Canberra        | 60 000  | Ceglana | Moyuka Uchijima   | 2:6, 2:6            |
| Finalistka   | 6.  | 05/02/2023 | Burnie          | 60 000  | Twarda  | Storm Hunter      | 4:6, 3:6            |
| Finalistka   | 7.  | 12/02/2023 | Burnie          | 25 000  | Twarda  | Jaimee Fourlis    | 4:6, 3:6            |
| Finalistka   | 8.  | 19/03/2023 | Canberra        | 60 000  | Ceglana | Priscilla Hon     | 6:4, 2:6, 4:6       |
| Finalistka   | 9.  | 26/03/2023 | Canberra        | 60 000  | Ceglana | Wang Yafan        | 6:3, 2:6, 0:6       |
| Zwyciężczyni | 3.  | 04/06/2023 | Montemor-o-Novo | 40 000  | Twarda  | Arina Rodionowa   | 6:3, 6:2            |
| Finalistka   | 10. | 03/12/2023 | Gold Coast      | 60 000  | Twarda  | Talia Gibson      | 5:7, 2:6            |
| Finalistka   | 11. | 11/08/2024 | Landisville     | 100 000 | Twarda  | McCartney Kessler | 6:4, 2:6, 4:6       |

### Gra podwójna 19 (11–8)
| Rezultat     |     | Data       | Turniej         | ($)     | Naw.          | Partnerka              | Przeciwniczki                      | Wynik             |
| Zwyciężczyni | 1.  | 03/04/2021 | Szarm el-Szejk  | 15 000  | Twarda        | Elena-Teodora Cadar    | Raphaëlle Lacasse Anna Sisková     | 6:3, 6:4          |
| Finalistka   | 1.  | 10/04/2021 | Szarm el-Szejk  | 15 000  | Twarda        | Elena-Teodora Cadar    | Alicia Barnett Lina Gluszko        | 4:6, 2:6          |
| Zwyciężczyni | 2.  | 24/04/2021 | Antalya         | 15 000  | Twarda        | Sada Nahimana          | Lee So-ra Misaki Matsuda           | 6:3, 1:6, 11–9    |
| Zwyciężczyni | 3.  | 11/06/2021 | Madryt          | 25 000  | Twarda        | Destanee Aiava         | Mana Ayukawa Han Na-lae            | 6:3, 6:3          |
| Zwyciężczyni | 4.  | 17/07/2021 | Vitoria-Gasteiz | 60 000  | Twarda        | Rebeka Masarova        | Celia Cerviño Ruiz Olivia Nicholls | 6:3, 6:3          |
| Zwyciężczyni | 5.  | 27/08/2021 | Vigo            | 25 000  | Twarda        | Alicia Barnett         | Conny Perrin Laura Pigossi         | 6:3, 6:2          |
| Finalistka   | 2.  | 23/10/2021 | Hamburg         | 25 000  | Twarda        | Sada Nahimana          | Kamilla Bartone Ylena In-Albon     | 4:6, 3:6          |
| Finalistka   | 3.  | 11/02/2023 | Burnie          | 25 000  | Twarda        | Lily Fairclough        | Destanee Aiava Naiktha Bains       | 5:7, 3:6          |
| Zwyciężczyni | 6.  | 25/02/2023 | Swan Hill       | 25 000  | Trawiasta     | Lily Fairclough        | Liang En-shuo Wang Yafan           | 6:3, 6:3          |
| Finalistka   | 4.  | 04/03/2023 | Swan Hill       | 25 000  | Trawiasta     | Petra Hule             | Elysia Bolton Alexandra Bozovic    | 6:7(3), 6:2, 7–10 |
| Finalistka   | 5.  | 25/03/2023 | Canberra        | 60 000  | Ceglana       | Destanee Aiava         | Erina Hayashi Yūki Naitō           | 6:7(2), 5:7       |
| Zwyciężczyni | 7.  | 07/05/2023 | Wiesbaden       | 100 000 | Ceglana       | Jaimee Fourlis         | Emily Appleton Julia Lohoff        | 6:1, 6:4          |
| Finalistka   | 6.  | 05/08/2023 | Lexington       | 60 000  | Twarda        | Dalayna Hewitt         | Alexis Blokhina Ava Markham        | 4:6, 6:7(1)       |
| Finalistka   | 7.  | 12/08/2023 | Landisville     | 100 000 | Twarda        | Mai Hontama            | Sophie Chang Julija Starodubcewa   | walkower          |
| Zwyciężczyni | 8.  | 07/10/2023 | Baza            | 25 000  | Twarda        | Samantha Murray Sharan | Lea Bošković Ángela Fita Boluda    | 7:5, 4:6, 10–4    |
| Zwyciężczyni | 9.  | 14/10/2023 | Quinta do Lago  | 40 000  | Twarda        | Heather Watson         | Francisca Jorge Matilde Jorge      | 6:4, 6:1          |
| Zwyciężczyni | 10. | 22/10/2023 | Shrewsbury      | 100 000 | Twarda (hala) | Harriet Dart           | Elena Malõgina Barbora Palicová    | 6:0, 6:2          |
| Finalistka   | 8.  | 28/10/2023 | Glasgow         | 60 000  | Twarda (hala) | Freya Christie         | Francisca Jorge Maia Lumsden       | 3:6, 1:6          |
| Zwyciężczyni | 11. | 12/04/2025 | Saragossa       | 100 000 | Ceglana       | Aldila Sutjiadi        | Aliona Bolsova Ángela Fita Boluda  | 6:4, 6:3          |

## Występy w igrzyskach olimpijskich

### Gra pojedyncza
| Runda                                                                            | Przeciwniczka         | Wynik    |
| -------------------------------------------------------------------------------- | --------------------- | -------- |
|                                                                                  |                       |          |
| Letnie Igrzyska Olimpijskie w Paryżu 2024, reprezentując państwo Australia [Alt] |                       |          |
| I runda                                                                          | Holandia: Arantxa Rus | 4:6, 1:6 |

### Gra podwójna
| Runda                                                                      | Partnerka             | Przeciwniczki                                                       | Wynik          |
| -------------------------------------------------------------------------- | --------------------- | ------------------------------------------------------------------- | -------------- |
|                                                                            |                       |                                                                     |                |
| Letnie Igrzyska Olimpijskie w Paryżu 2024, reprezentując państwo Australia |                       |                                                                     |                |
| I runda                                                                    | Ajla Tomljanović [PR] | Indywidualni sportowcy neutralni: Mirra Andriejewa / Diana Sznajder | 3:6, 6:2, 6–10 |